# Cú đại bàng Pharaon
Cú đại bàng pharaon (tên khoa học Bubo ascalaphus) là một loài chim trong họ Họ Cú mèo. Loài này được tìm thấy ở khu vực Bắc Phi và bán đảo Ả rập.

## Miêu tả
Cú đại bàng pharaon có chiều dài 45–50 cm, cánh: con trống 324–368 mm, con mái 340–416 mm, đuôi: con trống 160–224 mm, con mái 188-233mm. Cân nặng: con trống khoảng 1,9 kg, con mái 2,3 kg.
Khuôn mặt tròn dạng đĩa điển hình của hầu hết các loài cú, được viền bằng một loạt đốm đen mịn. Túm lông kiểu tai đặc trưng của các loài cú mèo tương đối ngắn và nhọn. Đôi mắt màu vàng cam lớn và bộ lông đốm. Phần đầu màu hung nhạt với nhiều đốm đen. Màu lưng hung đỏ xen lẫn đậm nhạt, vai hơi đậm hơn so với lưng. Cổ họng màu trắng. Phần dưới màu nâu nhạt tới màu vàng cát. Cổ chân và ngón chân màu nâu nhạt, móng chân màu đen, có lông thưa ở gốc móng. Mỏ đen, da gốc mỏ xám.

## Phân bố và môi trường sống
Cú đại bàng Pharaon có nguồn gốc ở phía bắc châu Phi và bán đảo Ả Rập. Ở châu Phi phạm vi của nó kéo dài từ Mauritania, Tây Sahara, Morocco, Algeria và Tunisia ở phía tây, qua Mali, Niger và Chad tới Libya, Sudan và Ai Cập. Nó cũng được biết đến ở Ả-rập Saudi, Tiểu vương quốc Ả-rập, Qatar, Oman, Israel, Jordan và Iraq. Nó cũng di cư đến Senegal.
Môi trường sống của Cú đại bàng Pharaon chủ yếu là vùng khô cằn, sa mạc đá và bán sa mạc, núi với mỏm đá và vách núi, sườn núi với cây bụi hoặc cây thưa thớt, rìa của ốc đảo, hoặc thỉnh thoảng trong sa van khô 

## Lối sống
Cú đại bàng Pharaon là loài chim săn mồi ban đêm và thường dành thời gian ban ngày để ngủ trên các phiến đá. Chúng xuất hiện vào lúc hoàng hôn để đi săn trên một diện tích khoảng 5 km2. Nó sẽ ăn bất kỳ sinh vật nhỏ nào mà nó có thể tìm thấy bao gồm cả động vật có vú, chim, rắn, thằn lằn, bọ cánh cứng và bọ cạp. Con mồi chủ yếu là các loài gặm nhấm, cũng như thỏ, dơi, cáo sa mạc, nhím gai. Nó đậu trên một mô đất hay cành cây, quan sát và lắng nghe để phát hiện con mồi di chuyển trước khi sà xuống nạn nhân của mình.

## Sinh sản
Cú đại bàng Pharaon là loài có lối sống một vợ một chồng và duy trì mối quan hệ này lâu dài. Sự sinh sản diễn ra vào cuối mùa đông và tổ được tạo trong một kẽ hở hoặc giữa các tảng đá. Con mái đẻ 2 trứng màu trắng trong 2-4 ngày và ấp trứng trong khoảng 31-36 ngày. Con non con được cả hai bố mẹ nuôi dưỡng. Chúng có thể rời khỏi tổ vào khoảng 20 đến 35 ngày tuổi nhưng vẫn còn phụ thuộc vào chim bố mẹ trong vài tháng nữa.

## Tình trạng
Cú đại bàng pharaon có một phạm vi phân bố rộng và không phải đối mặt với một mối đe dọa đặc biệt nào, và IUCN đã liệt kê nó như là của "ít quan tâm".

## Hình ảnh

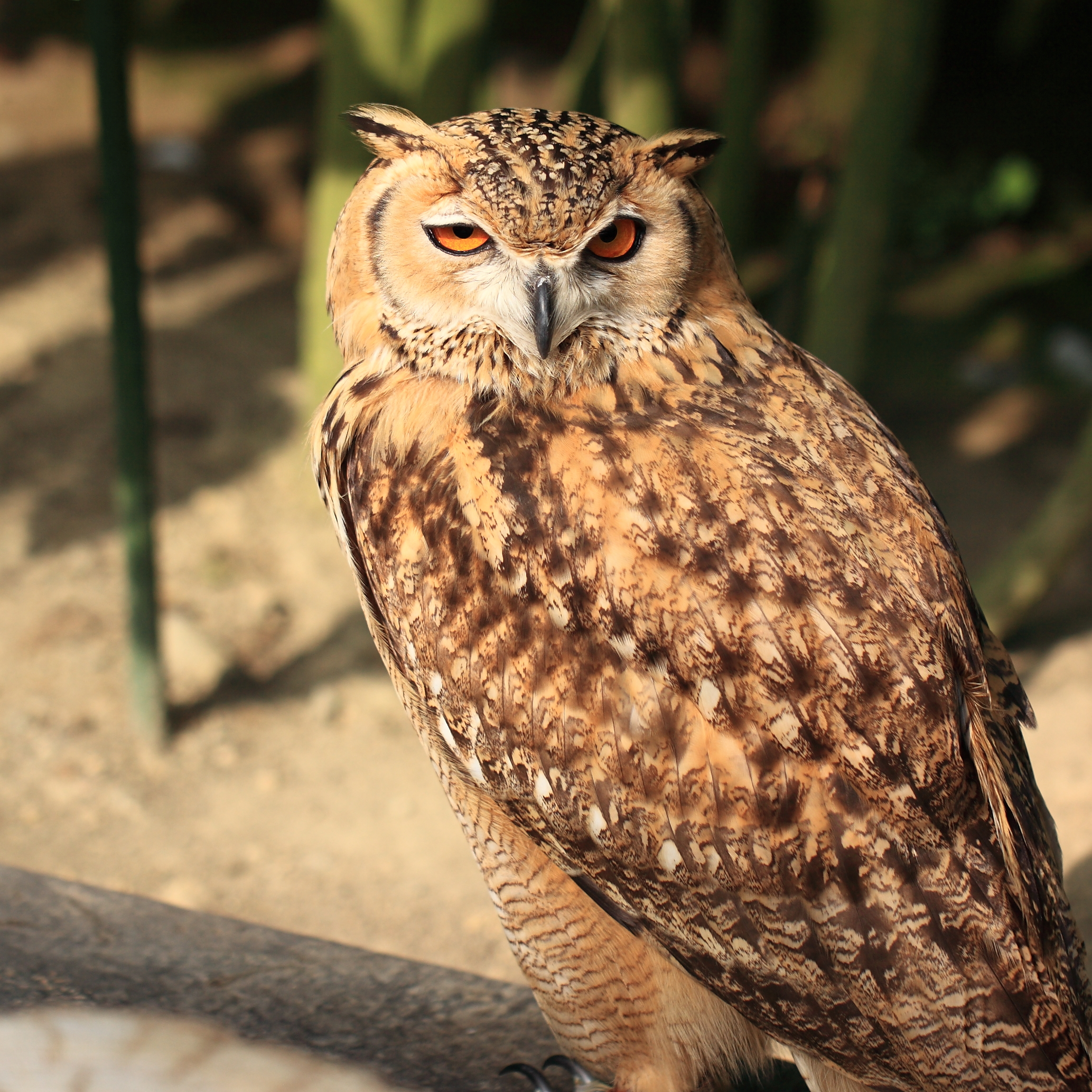
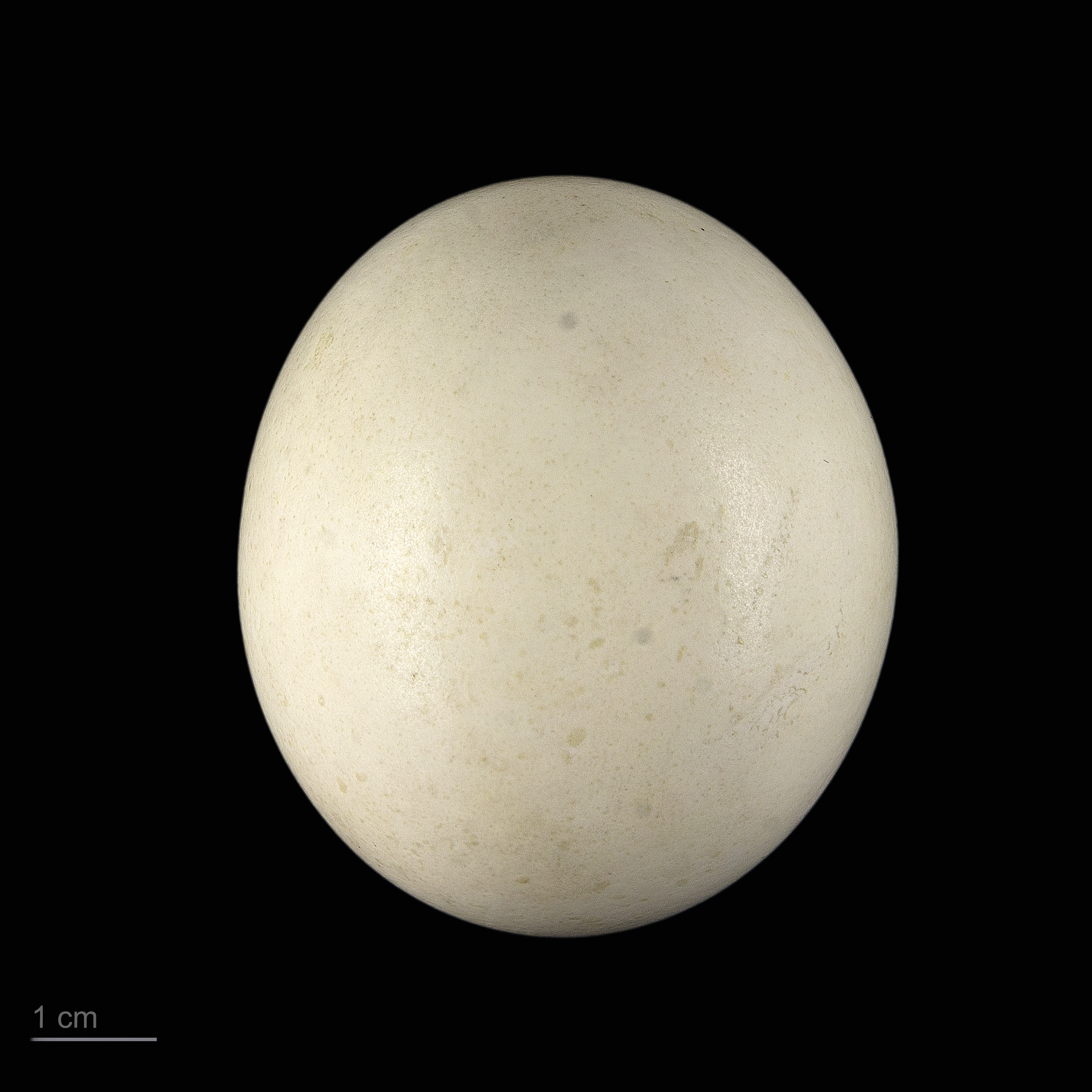
Bubo ascalaphus